# Radio Globus
Radio Globus er en middelstor kommerciel radiokanal i Syd og Sønderjylland med base i Sdr. Hygum mellem Rødding og Ribe.
Radio Globus startede 6. Februar 1999.
Stationens store gennembrud[kilde mangler] var i år 2005 hvor det nye morgenprogram "Vækkelsesprædikanterne", blev lanceret, med de 2 værter Freddy Fey og Henrik Dinesen. Derudover fik kanalen dengang nye jingler. 
Radio Globus fik også et nyt program som hed "Debatmaskinen". Det var dengang bestyret af tidligere vært på TV3, Jeppe Søe. 
I dag er der sket meget fremskridt for stationen. Der er i dag nyhedsopdateringer hver time, styret af Michael Ehrhorn, Mike Forde og Marianne Thorø. I dag har radiostationen 2 radioprogrammer i hverdagene. Et morgenprogram kaldet Morgenpatruljen med Michael Ehrhorn som vært. Eftermiddagsprogrammet er med Nadim Adam og hedder Nadim og Det Flyvende Tæppe .
Radio Globus har en søsterkanal som hedder Globus Guld. Stationen sender musik fra 70'erne til i dag. Globus Guld sender i et større område end Radio Globus. 
Ved sidste lyttermåling Gallup lavede havde Globus Guld 136.000 ugentlige lyttere, hvilket giver stationen en samlet set 3. plads på listen over Danmarks førende kommercielle lokalradioer, ifølge en Gallup Måling. Radio Globus har 99.000 og ligger på en 9. plads.
Den 28 Januar 2022, blev "Vækkelsesprædikanterne" sendt for sidste gang på Radio Globus efter 16.5 år med Freddy Fey som hovedvært på programmet lige siden 2005. i stedet blev der født et nyt program ved navn "Bagtroppen", der senere skiftede navn til Morgenpatruljen. Programmet sender stadig mellem 6 og 10, hvor den sidste time er megamix, som har været gennemgående i de forskellige morgenprogrammer.

## Radio Globus
| Tidsrum       | Program                | Vært           |
| ------------- | ---------------------- | -------------- |
| 06:00 - 09:00 | Vækkelsesprædikanterne | Freddy & Jonas |
| 10:00 - 13:00 | Altid godt for dig!    |                |
| 14:00 - 17:00 | Det Flyvende Tæppe     | Nadim Adam     |
| 17:00 - 24:00 | Altid godt for dig!    |                |

## Globus Guld
| Tidsrum       | Program                          | Vært       |
| ------------- | -------------------------------- | ---------- |
| 06:00 - 10:00 | Morgencaféen                     | Mike Forde |
| 10:00 - 14:00 | Hjemmeservice                    | Freddy Fey |
| 14:00 - 18:00 | Så kan du bare synge med...      |            |
| 18:00 - 24:00 | Weekendparty (Fredage & Lørdage) |            |
| 08:00 - 12:00 | Formiddag (Lørdage & Søndage)    |            |

Radio Globus
Tlf. +45 74 84 50 20